# Marge Gamer
Marge Gamer, llamado Marge virtual en España y Juegos familiares en Hispanoamérica, es el decimoséptimo episodio de la decimoctava temporada de la serie de televisión de dibujos animados Los Simpson. Se estrenó el 22 de abril de 2007 en Estados Unidos, el 9 de septiembre de 2007 en Hispanoamérica y el 17 de agosto de 2008 en España. El episodio fue escrito por J. Stewart Burns y dirigido por Bob Anderson. En el episodio, Marge descubre un  juego de rol multijugador y se hace adicta de él sin saber que el jugador más poderoso es Bart, y Homer se convierte en árbitro de fútbol para niñas. Ronaldo fue la estrella invitada.

## Sinopsis

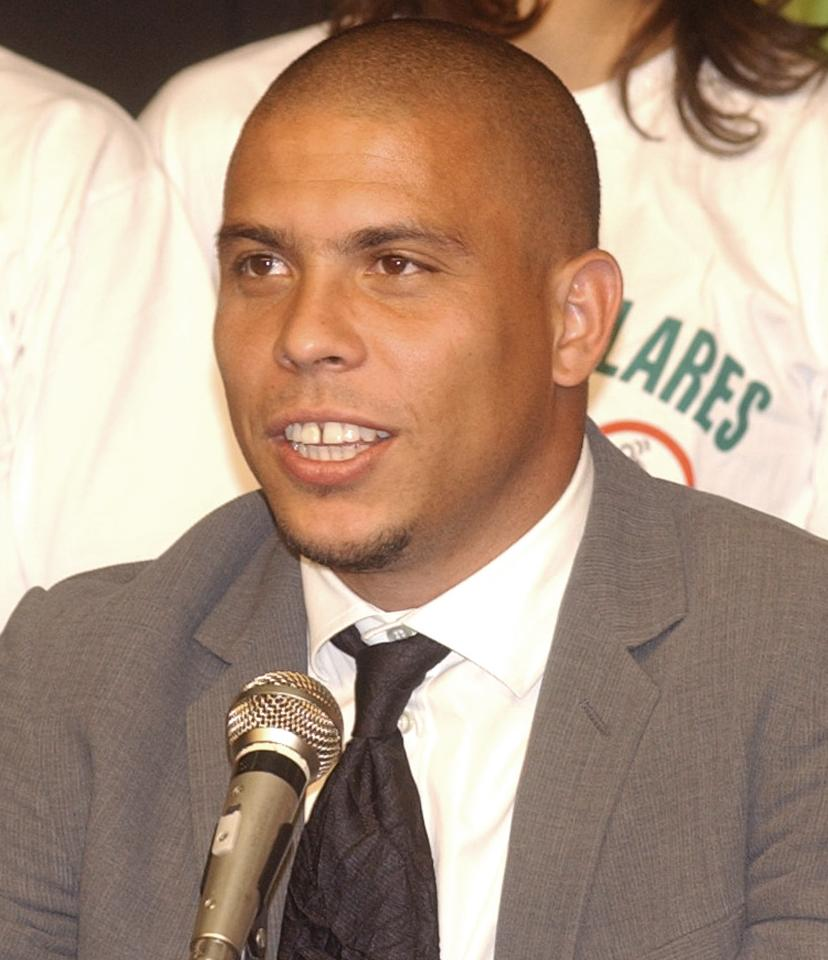
Ronaldo hace varias apariciones esporádicas en el episodio, interpretándose a sí mismo.

Todo comienza en la reunión de padres y maestros con recortes en los paseos de los alumnos, al terminar la reunión el director Skinner les dice que anoten su correo electrónico. Marge está preocupada porque ella no tiene y Homer le pregunta por qué estaba preocupada y grita que no tiene correo electrónico. Esto hace que Lisa le enseñe a usar el internet y esto hace que Marge aproveche en todo con conocer internet. En su intento de distraerse con el internet, entra en un juego en línea llamado Reino de La Tierra; Marge entra en el juego y ve que la mayoría de los habitantes de la ciudad de Springfield está en este juego en línea, pero al poco tiempo un Caballero Negro aparece y los jugadores se esconden, ya que él siempre los asesina en el juego. Marge sale del juego y descubre que su hijo Bart es el Caballero de la Sombra, lo que la preocupa en primera instancia, pero luego la enorgullece ya que es "el Caballero de la Sombra".
Por otra parte, Lisa le comenta a su padre Homer que quiere ser jugadora de fútbol (inspirada en una película para adolescentes) y que va a un partido, y aunque el partido es suspendido porque el árbitro no llegó, se reanuda cuando Homer encuentra una camisa de árbitro y decide ser el árbitro. Mientras dirige el partido, Homer no tenía idea de las reglas y empieza a hacer el ridículo, haciendo que su hija se sienta decepcionada de él.
Marge le revela a Bart que ella está en el juego con él y Bart se siente incómodo. En un bar, Bart tortura al jugador que es Moe y Marge le dice que no beba y deje de coquetear, haciendo que los demás jugadores se rían de él, Bart decide ir a los bosques y Marge lo sigue pero se cae de un barranco y unos jugadores (Jimbo, Kearney y Dolph) la quieren matar, pero viene Bart y los asesina en el juego, Marge se siente agradecida y acompaña a Bart a seguir explorando.
En otro partido de Lisa, Homer otra vez es el árbitro, pero esta vez lo hace bien y Lisa se impresiona (esto debido a que Homer aprendió viendo videos de partidos de fútbol).
En medio del partido Jessica Lovejoy es jugadora del equipo oponente de Lisa y en su intento de marcar a Lisa, la sobrepasa pero nadie vio esa técnica, Lisa finge una lesión, y Homer pita falta a favor del equipo de Lisa, pero Helen Lovejoy y su marido dicen que Lisa se resbaló a propósito, pero Homer no escucha y le da la falta,lo que ocasiona que Helen Lovejoy insulte a Homer diciendo: "Estas tan ciego que ni Jesús podría curarte". Homer es firme en su decisión por lo que Lisa aprovecha esto para sacar ventaja en el fútbol.
Lisa aprovecha la ocasión y en el siguiente partido finge que las demás jugadoras le cometen falta, Brandine Spuckler ve a Lisa fingir falta y Cletus le dice a Homer que no es justo, pero Homer le cree más a Lisa hasta, que viene Ronaldo y le dice a Homer que Lisa sí estaba haciendo trampa por lo que Homer lo piensa y decide sacar tarjeta amarilla a Lisa, se resiste a la sanción pero Homer saca tarjeta roja, haciendo que expulsen a Lisa del partido. De igual forma, en el castillo del Caballero de la Sombra, Marge redecoró la sala de trofeos de Bart haciéndolo con adornos de Hello Kitty, Bart se enfurece y destruye la habitación y por accidente, mata al personaje de Marge. Tanto la expulsión de Lisa como el accidente de Bart en el juego provocan un distanciamiento entre Lisa contra Homer y Marge contra Bart.
Más tarde Moe le da un consejo a Homer y a Bart para que Lisa y Marge los perdonen. Homer le compra un DVD a Lisa sobre fútbol y ella lo ve y se da cuenta de que no tenía que esperar que Homer le diera una disculpa ya que ella fue la de la culpa. Al mismo tiempo, Bart intenta hacer que el personaje de Marge "reviva" y lo hace, pero hace que el personaje de Bart se debilite mucho, Marge se siente feliz por Bart hasta que llegan todos los personajes de Springfield y asesinan al personaje de Bart, pero Marge le dice a Bart que este tranquilo porque le promete que se vengará de los asesinos del juego.
El episodio termina con la familia Simpson jugando fútbol con Ronaldo, y Lisa llama a Marge para que juegue con ellos, pero Marge no accede porque se convirtió en la Dama Negra del reino, asesinando a todos los personajes que mataron al personaje de Bart.